# Mesomachilis strenua
Mesomachilis strenua är en insektsart som först beskrevs av Filippo Silvestri 1911.  Mesomachilis strenua ingår i släktet Mesomachilis och familjen klippborstsvansar. Inga underarter finns listade i Catalogue of Life.